# Código de identificación fiscal
El código de identificación fiscal (CIF) fue hasta 2008 el nombre del sistema de identificación tributaria utilizada en España para las personas jurídicas o entidades en general según regula el Decreto 2423/1975, de 25 de diciembre.
Este decreto queda derogado con efectos desde el 1 de enero de 2008 por el Real Decreto 1065/2007, de 27 de julio de 2007, que define el uso del número de identificación fiscal. Los valores de las letras son ampliados en la Orden EHA/451/2008, de 20 de febrero de 2008, por la que se regula la composición del número de identificación fiscal de las personas jurídicas y entidades sin personalidad jurídica.

## Formato del código
El CIF se define originariamente en el Decreto 2423/1975 y ha sido modificado en varias ocasiones. La última modificación, con efectos desde el 1 de julio de 2008, corresponde a la Orden EHA/451/2008, de 20 de febrero que regula el código de identificación de las personas jurídicas y entidades en general. 
El CIF consta de 9 caracteres. El primero (posición 1) es una letra que sigue los siguientes criterios:
- A. Sociedades anónimas.
- B. Sociedades de responsabilidad limitada.
- C. Sociedades colectivas.
- D. Sociedades comanditarias.
- E. Comunidades de bienes.
- F. Sociedades cooperativas.
- G. Asociaciones y fundaciones.
- H. Comunidades de propietarios en régimen de propiedad horizontal.
- J. Sociedades civiles.
- N. Entidades no residentes.
- P. Corporaciones locales.
- Q. Organismos autónomos, estatales o no, y asimilados, y congregaciones e instituciones religiosas.
- R. Congregaciones e instituciones religiosas (desde 2008, ORDEN EHA/451/2008[4])
- S. Órganos de la Administración del Estado y comunidades autónomas
- U. Uniones Temporales de Empresas.
- V. Sociedad Agraria de Transformación.
- W. Establecimientos permanentes de entidades no residentes en España

A continuación se insertan otros ocho dígitos con las siguientes posiciones: las dos primeras indicaban la provincia, donde los identificadores o claves provinciales eran:
| Identificador                                  | Provincia              |
| ---------------------------------------------- | ---------------------- |
| 00                                             | No Residente           |
| 01                                             | Álava                  |
| 02                                             | Albacete               |
| 03, 53, 54                                     | Alicante               |
| 04                                             | Almería                |
| 05                                             | Ávila                  |
| 06                                             | Badajoz                |
| 07, 57                                         | Islas Baleares         |
| 08, 58, 59, 60, 61, 62, 63, 64, 65, 66, 68     | Barcelona              |
| 09                                             | Burgos                 |
| 10                                             | Cáceres                |
| 11, 72                                         | Cádiz                  |
| 12                                             | Castellón              |
| 13                                             | Ciudad Real            |
| 14, 56                                         | Córdoba                |
| 15, 70                                         | La Coruña              |
| 16                                             | Cuenca                 |
| 17, 55, 67                                     | Gerona                 |
| 18                                             | Granada                |
| 19                                             | Guadalajara            |
| 20, 71                                         | Guipúzcoa              |
| 21                                             | Huelva                 |
| 22                                             | Huesca                 |
| 23                                             | Jaén                   |
| 24                                             | León                   |
| 25                                             | Lérida                 |
| 26                                             | La Rioja               |
| 27                                             | Lugo                   |
| 28, 78, 79, 80, 81, 82, 83, 84, 85, 86, 87, 88 | Madrid                 |
| 29, 92, 93                                     | Málaga                 |
| 30, 73                                         | Murcia                 |
| 31                                             | Navarra                |
| 32                                             | Orense                 |
| 33, 74                                         | Asturias               |
| 34                                             | Palencia               |
| 35, 75                                         | Las Palmas             |
| 36, 94                                         | Pontevedra             |
| 37                                             | Salamanca              |
| 38, 76                                         | Santa Cruz de Tenerife |
| 39                                             | Cantabria              |
| 40                                             | Segovia                |
| 41, 90, 91                                     | Sevilla                |
| 42                                             | Soria                  |
| 43, 77                                         | Tarragona              |
| 44                                             | Teruel                 |
| 45                                             | Toledo                 |
| 46, 96, 97, 98                                 | Valencia               |
| 47                                             | Valladolid             |
| 48, 95                                         | Vizcaya                |
| 49                                             | Zamora                 |
| 50, 99                                         | Zaragoza               |
| 51                                             | Ceuta                  |
| 52                                             | Melilla                |

Los cinco siguientes dígitos (posiciones 4 a 8) constituyó un número correlativo de inscripción de la organización en el registro provincial, en la actualidad es un número aleatorio de siete dígitos y el último dígito (posición 9) es un código de control que puede ser un número o una letra:
- Será una LETRA si la clave de entidad es P, Q, R, S, W o N. O también si los dos dígitos iniciales indican "No Residente"
- Será un NÚMERO si la entidad es A, B, E o H.
- Para otras claves de entidad: el dígito podrá ser tanto número como letra.

Las operaciones para calcular el dígito de control se realizan sobre los siete dígitos centrales y son las siguientes:
1. Sumar los dígitos de las posiciones pares. Suma = A
2. Para cada uno de los dígitos de las posiciones impares, multiplicarlo por 2 y sumar los dígitos del resultado.
Ej.: ( 8 * 2 = 16 --> 1 + 6 = 7 )
3. Acumular el resultado. Suma = B
4. Sumar A + B = C
5. Tomar sólo el dígito de las unidades de C. Lo llamaremos dígito E.
6. Si el dígito E es distinto de 0 lo restaremos a 10. D = 10-E. Esta resta nos da D. Si no, si el dígito E es 0 entonces D = 0 y no hacemos resta.
7. A partir de D ya se obtiene el dígito de control. Si ha de ser numérico es directamente D y si se trata de una letra se corresponde con la relación:
J = 0, A = 1, B = 2, C= 3, D = 4, E = 5, F = 6, G = 7, H = 8, I = 9

Ejemplo para el CIF A58818501
Utilizamos los siete dígitos centrales = 5881850
- Sumamos los dígitos pares: A = 8 + 1 + 5 = 14
- Posiciones impares:

5 * 2 = 10 -> 1 + 0 = 1
8 * 2 = 16 -> 1 + 6 = 7
8 * 2 = 16 -> 1 + 6 = 7
0 * 2 = 0 -> = 0
- Sumamos los resultados: B = 1 + 7 + 7 + 0 = 15
- Suma parcial: C = A + B = 14 + 15 = 29
- El dígito de las unidades de C es 9.
- Se lo restamos a 10 y nos da: D = 10 - 9 = 1
- Si el dígito de control ha de ser un número es 1 y si ha de ser una letra es la "A"

## Abreviaturas de las sociedades
El CIF debe coincidir con la abreviación final del nombre de la empresa según la siguiente relación (listado parcial de Sociedades Civiles y Mercantiles en España):
| abreviación | Tipo de sociedad                        |
| SL          | Sociedad Limitada                       |
| SLP         | Sociedad Limitada Profesional           |
| SLU         | Sociedad Limitada Unipersonal           |
| SLL         | Sociedad Limitada Laboral               |
| SLNE        | Sociedad Limitada Nueva Empresa         |
| SA          | Sociedad Anónima                        |
| SAL         | Sociedad Anónima Laboral                |
| SAU         | Sociedad Anónima Unipersonal            |
| SAE         | Sociedad Anónima Española               |
| CB          | Comunidad de Bienes                     |
| SC          | Sociedad Civil                          |
| SRL         | Sociedad de Responsabilidad Limitada    |
| SCP         | Sociedad Civil Particular/Privada       |
| UTE         | Unión Temporal de Empresas              |
| COOP        | Sociedad Cooperativa                    |
| SCA         | Sociedad Cooperativa Andaluza           |
| AEIE        | Agrupación Europea de Interés Económico |
| SCI         | Sociedad Cooperativa Industrial         |
| AIE         | Agrupación de Interés Económico         |
| SCL         | Sociedad Cooperativa Limitada           |
| SGR         | Sociedad de Garantía Recíproca          |
| SAT         | Sociedad Agraria de Transformación      |
| SI          | Sociedad Irregular                      |
| SAD         | Sociedad Anónima Deportiva              |
| SRC         | Sociedad Regular Colectiva              |
| SEE         | Sucursal en España                      |
| SENC        | Sociedad en Comandita                   |

Para el código de países extranjeros se usan, a partir del 1 de enero de 1981, los códigos de la Orden de 4 de agosto de 1980, así como sus diferentes correcciones (BOE NUM. 272, de 12 de noviembre de 1980, BOE núm. 298, de 12 de diciembre de 1980, Circular 860/1981, de 30 de junio.)